# Juvenal Ordóñez Salazar
Juvenal Ubaldo Ordóñez Salazar (Tacna, 16 de mayo de 1948- Lima, 7 de diciembre de 2009) fue un maestro y político peruano. Fue Congresista de la República desde 2006 hasta su fallecimiento en 2009. Además, fue también Alcalde de Ilabaya durante el periodo 1999-2002.

## Biografía
Nació en Tacna, el 16 de mayo de 1948.
Realizó sus estudios primarios y secundarios en la Gran Unidad Escolar de Varones Coronel Bolognesi.
Obtuvo el título de Profesor secundario en la especialidad de Física-Matemáticas en la Escuela Normal Superior Champagnat de Tacna. También hizo sus estudios de Comunicación Social y se desempeñó como docente de educación secundaria.

## Vida política
Su carrera política se inicia en las elecciones municipales de 1986, donde Ordóñez fue elegido Regidor de Tacna por la Izquierda Unida para el periodo municipal 1987-1989.

### Alcalde de Ilabaya (1999-2002)
En las elecciones municipales de 1998, fue elegido Alcalde de Ilabaya por Unión por el Perú para el periodo municipal 1999-2002.
Ordóñez siempre se caracterizó por ser un gran luchador social.

### Congresista (2006-2009)
En las elecciones generales del 2006, fue elegido Congresista de la República por Unión por el Perú (en alianza con el Partido Nacionalista Peruano), con 14 876 votos, para el periodo parlamentario 2006-2011.
Durante su labor parlamentaria, fue Vicepresidente de la Comisión de Defensa del Consumidor (2006-2007), Titular de la Comisión de Relaciones Exteriores (2007-2008) y Secretario de las comisiones de Trabajo y de Relaciones Exteriores durante el periodo 2008-2009.

## Fallecimiento
El 7 de diciembre del 2009, Ordóñez falleció a los 61 años, en la Clínica Internacional de San Borja, a consecuencia de un paro cardíaco. Tras su lamentable muerte, fue reemplazado Juan Pari quien estaba de accesitario.

## Cargos desempeñados
- Secretario Provincial de Sutep Tacna 1979-1980.
- Secretario del Frente Pro Canon Minero de Tacna 1975-1977.
- Regidor de la Municipalidad Provincial de Tacna 1987-1989.
- Presidente de la Comisión Municipal del Vaso de Leche 1987.
- Jefe de Informaciones del Proyecto Especial Tacna, 1990-1992.
- Corresponsal en Tacna del diario La República 1985-1995.
- Presidente del Centro Federado de Periodistas de Tacna, Base de la FPP, 1980.
- Editor Regional del diario La República, Región Tacna-Moquegua-Puno 1996-1998.
- Alcalde de la Municipalidad Distrital de Ilabaya (Tacna) 1999-2002.
- Presidente del Comité Distrital de Defensa Civil de Ilabaya 1999-2002.
- Jefe de Relaciones Públicas en la Dirección Regional de Educación 2005.